# Dota (Sängerin)

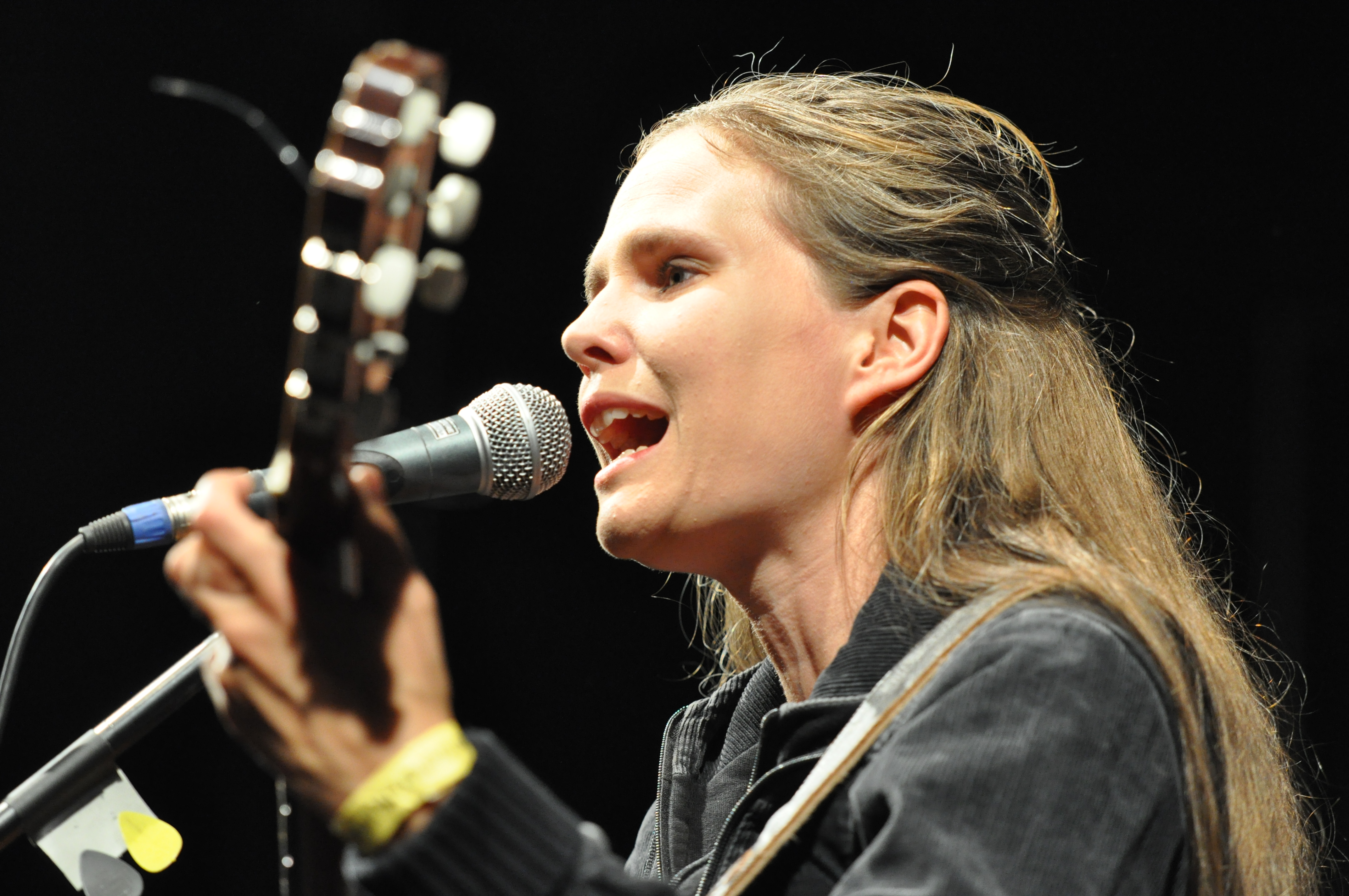
Dota 2014 beim Bardentreffen in Nürnberg

Dota, auch Dota Kehr und früher Kleingeldprinzessin (Dorothea Kehr; * 14. September 1979 in West-Berlin), ist eine deutsche Liedermacherin und Musikproduzentin. Die studierte Medizinerin ist Frontfrau der Berliner Band Dota und die Stadtpiraten, die seit 2013 nur noch Dota heißt.

## Leben und beruflicher Werdegang

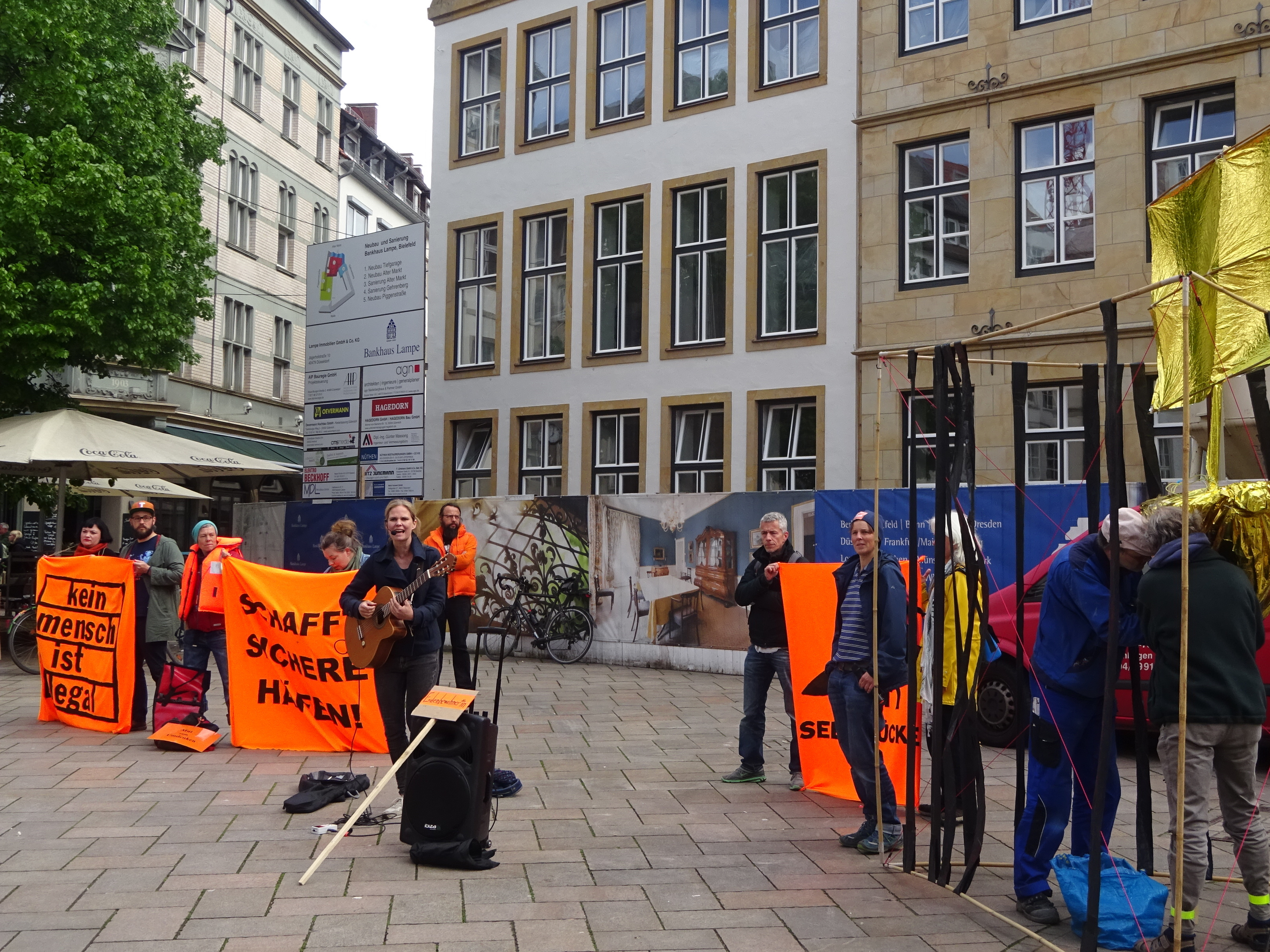
Dota Solikonzert für die Seebruecke Bielefeld

Kindheit und Jugend verbrachte Dota Kehr in den Berliner Stadtteilen Ruhleben, Zehlendorf und Schöneberg. Sie spielte zunächst Saxophon und begann mit 14 Jahren, auf Jahrmärkten aufzutreten. Im Alter von 21 Jahren lernte sie, Gitarre zu spielen. Zunächst sammelte sie dabei mit Straßenmusik Erfahrung; bis Mitte der 2000er-Jahre war sie deswegen auch unter dem Künstlernamen Kleingeldprinzessin bekannt. Diese Aufnahmen waren von Bossa Nova beeinflusst. Die Liebe zu südamerikanischer Musik stammt aus ihrer Kindheit. Ein brasilianischer Babysitter hatte der Familie Kehr eine Kassette hinterlassen: Elis & Tom (Elis Regina und Tom Jobim, 1974). Dota Kehr konnte die Texte auswendig mitsingen, ohne ursprünglich Portugiesisch zu verstehen. Später lernte sie, die portugiesische Sprache fließend zu sprechen.
Dota Kehr studierte in Berlin Medizin und machte ihren Abschluss 2010. 2003 bekam sie ein Stipendium für ein Auslandsstudium in Brasilien. In Fortaleza nahm sie eine Platte mit Danilo Guilherme auf (Mittelinselurlaub). Später wohnte sie in São Paulo bei dem Gitarristen Regis Damasceno, der auf dieser Platte mitspielt. Anschließend lebte sie eine Zeit lang in Ecuador. Das Album Schall und Schatten spielte sie mit brasilianischen Musikern ein, u. a. mit dem Sänger Chico César.
Das 2010 erschienene Album Bis auf den Grund  ist stärker von Folk Rock und Elementen aus Jazz und Kirmesmusik beeinflusst. Auf dem 2012 erschienenen Debütalbum Die Phantasie wird siegen von Max Prosa ist sie beim Lied Bis nach Haus Prosas Duettpartnerin.
Ihr Lied Keine Zeit aus dem Album Einfach So Verloren (2021) ist nach Ansicht der Süddeutschen Zeitung „so etwas wie die Hymne der Klimabewegung geworden“.
Von 2019 bis 2023 war sie festes Mitglied der Berliner Lesedüne.
Dota Kehr hat zwei Kinder, die 2011 und 2013 geboren wurden.

## Kleingeldprinzessin Records

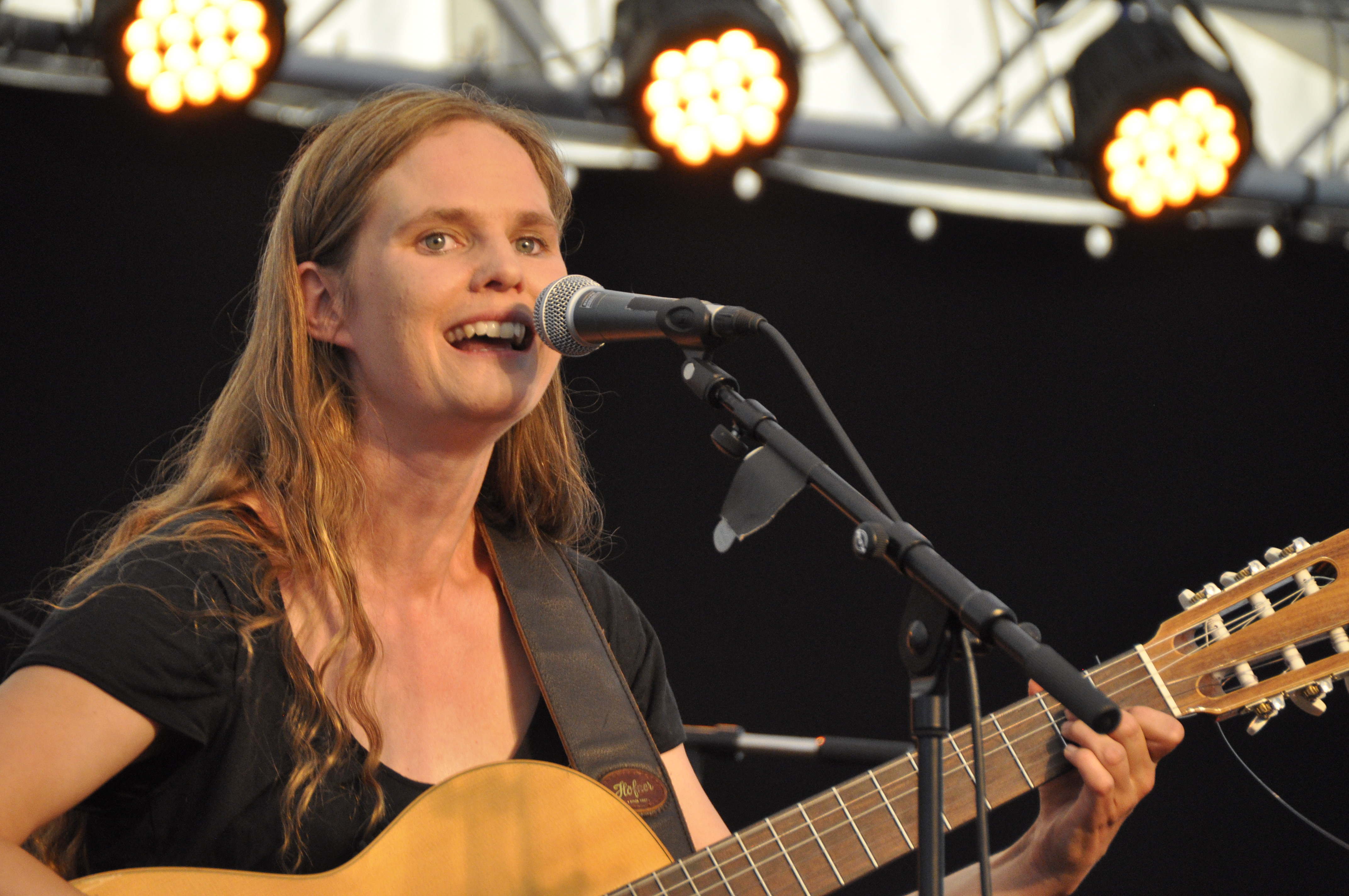
Dota 2014 beim Liederfest auf der Burg Waldeck

Kleingeldprinzessin geht auf ihren Künstlernamen als Straßenmusikerin zurück, den sie bis Mitte der 2000er-Jahre benutzte. Dota gründete ihr eigenes Label Kleingeldprinzessin Records, auf dem neben ihren eigenen Alben auch Produktionen anderer Künstler (z. B. Uta Köbernick) erscheinen. Kehr kümmert sich selbst um Gestaltung, Merchandising und große Teile des Vertriebs ihrer CDs. Die Promotion hat sie an eine Agentur vergeben. Im März 2011 erschien auf diesem Label auch die CD Dota – Solo Live mit Songs, die zum Teil noch unveröffentlicht waren, und zwei gesprochenen Texten.

## Diskografie

### Alben
- 2003: Mittelinselurlaub - Perto da Estrada (mit Danilo Guilherme alias Dan)
- 2009: Schall und Schatten
- 2011: Solo live
- 2024: De repente fortaleza (mit Danilo Guilherme alias Dan)

Darüber hinaus existieren Bandalben von Dota Kehr.

### Kompilationen
- 2008: Dota de Berlin (nur in Brasilien veröffentlichte Dota-Compilation)
- 2010: Im Glashaus (mit Fanfara Kalashnikov, auf Berlin Global 2010/11)
- 2012: Im Garten (auf Heute hier, morgen dort – Salut an Hannes Wader)
- 2012: Ein schönes Lied, Utopie (auf Franz Josef Degenhardt – Freunde feiern sein Werk)
- 2013: Schlaflied (auf Die Versammlung der Inseln – SAGO singt Stählin)
- 2013: Selten aber manchmal (auf 40 Hamburger Küchensessions)
- 2016: Den lieben langen Tag (auf Unter meinem Bett 2)
- 2018: Monster & Drachen (auf Unter meinem Bett 4)

### Features
- 2008: Mein schönes Berlin (auf dem Album Freche Tattoos auf blutjungen Bankiers von Dziuks Küche)
- 2011: Gewitterlied (mit Sebastian Krämer auf dessen Album Akademie der Sehnsucht)
- 2012: Bis nach Haus (mit Max Prosa auf dessen Album Die Fantasie wird siegen)
- 2018: Wozu, wozu, wozu? (mit Max Prosa auf dessen Album Heimkehr)

## Auszeichnungen
- 2008: Liederbestenliste – Förderpreis, zusammen mit den Stadtpiraten[10]
- 2011: Deutscher Kleinkunstpreis – Förderpreis der Stadt Mainz
- 2014: Fred-Jay-Preis
- 2016: Preis der deutschen Schallplattenkritik für Keine Gefahr.[11]
- 2019: Deutscher Kleinkunstpreis – Sparte Chanson/Musik/Lied